# 利涅尔 (索姆省)
利涅尔（法語：Lignières，法語發音：[liɲɛʁ]）是法国上法蘭西大區索姆省的一个市镇，属于蒙迪迪耶区。

## 地理
利涅尔（49°40'36"N, 2°39'9"E）面积6.33 平方千米，位于法国上法蘭西大區索姆省，该省份为法国北部沿海省份，北起加来海峡省和北部省，西接滨海塞纳省和大西洋英吉利海峡，南至瓦兹省，东临埃纳省。
与利涅尔接壤的市镇（或旧市镇、城区）包括：贝基尼、埃泰尔费、法沃罗勒、盖尔比尼、桑泰尔地区拉布瓦西耶尔、马尔基维莱尔。

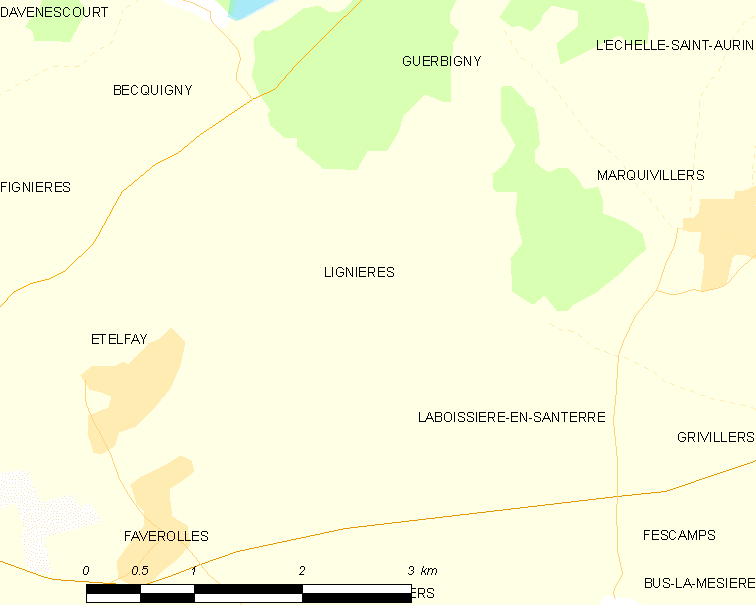
的OSM定位图

利涅尔的时区为UTC+01:00、UTC+02:00（夏令时）。

## 行政
利涅尔的邮政编码为80500，INSEE市镇编码为80478。

## 政治
利涅尔所属的省级选区为鲁瓦县。

## 人口

1962-2008年间人口变化图示

利涅尔于2022年1月1日时的人口数量为146人。